# Nakayoshi
Nakayoshi (jap. なかよし, übersetzt „gute Freunde“) ist ein japanisches Manga-Magazin, das seit 1954 monatlich beim Kōdansha-Verlag erscheint. Es richtet sich vorwiegend an junge Mädchen im Grund- und Mittelschulalter; die in dem Magazin veröffentlichten Comics sind damit also der Shōjo-Gattung zuzuordnen.
Eine Ausgabe des Nakayoshi umfasst über 400 Seiten und beinhaltet zwischen zehn und fünfzehn Comicserien-Episoden oder abgeschlossene Comickurzgeschichten. 1997 sollen 65 Prozent der Leserinnen des Magazins Grundschülerinnen gewesen sein, die restlichen 35 Prozent Mittelschülerinnen.

## Veröffentlichungsgeschichte
Die erste Ausgabe des Nakayoshi erschien im Dezember 1954. Damit war es das erste monatliche Manga-Magazin für Mädchen, noch vor dem Konkurrenzmagazin Ribon des Shūeisha-Verlages.
In den 1950er und 1960er Jahren dominierten männliche Zeichner im Magazin (darunter Jirō Tsunoda und Osamu Tezuka), wie auch im Shōjo-Manga generell. Von 1963 bis 1966 zeichnete Osamu Tezuka für das Magazin an einer überarbeiteten Fassung seines Klassikers Ribon no Kishi, des ersten Story-Mangas für Mädchen.
Candy Candy von Yumiko Igarashi und Kyōko Mizuki war einer der wichtigsten Titel für das Magazin in den 1970er Jahren. Von 1979 bis 1982 brachte Shizue Takanashi ihre Manga-Serie Hallo Kurt! über die Freundschaft eines Mädchens mit einem antromorphen Hund in Nakayoshi heraus. 1979 hatte das Magazin eine Auflage von etwa 1,8 Millionen und war damit erfolgreicher als seine Konkurrenten Ribon und Ciao. Die Verkaufszahlen nahmen in den folgenden Jahren jedoch ab und fielen auf unter 1,5 Millionen. Ciao und Ribon übernahmen die Führungspositionen.
Ein großer Aufschwung für das Magazin kam in den 1990er Jahren durch die Veröffentlichung von Naoko Takeuchis Erfolgs-Manga-Serie Sailor Moon. Die Serie um fünf Jugendliche, die die Welt mit magischen Kräften vor Bösem beschützen, wurde bereits kurze Zeit nach dem Erscheinen in Nakayoshi als Anime-Fernsehserie und als Merchandise-Material umgesetzt. 1993 belief sich die Auflage des Magazins auf 2,1 Millionen. CLAMP trug mit Magic Knight Rayearth (1993–1996) und vor allem Card Captor Sakura (1996–2000) zum Erfolg bei. Nach der Beendigung von Sailor Moon 1998 fiel die Auflage stark; 2000 lag sie nur mehr bei etwa 500.000.
In den 2000er Jahren liefen als Resonanz auf den überwältigenden Erfolg von Sailor Moon weitere Magical-Girl-Mangas im Nakayoshi. Tokyo Mew Mew von Mia Ikumi und Reiko Yoshida sowie Mermaid Melody Pichi Pichi Pitch von Michiko Yokote und Pink Hanamori wurden auch als Zeichentrickserien vermarktet. Ab 2003 arbeiteten Moyoco Anno (Sugar Sugar Rune) und Koge-Donbo (Kamichama Karin) für das Magazin, obwohl beide zuvor vor allem für eine ältere Leserschaft gezeichnet hatten als an die, an die sich Nakayoshi richtet. Haruka Fukushima, Michiyo Kikuta, Peach-Pit und Natsumi Andō zeichnen ebenfalls für das Magazin. 2005 hatte dieses nur noch Verkaufszahlen von etwa 457.000 pro Ausgabe, 2016 lag die verkaufte Auflage bei 103.000.